# 屏風浦站

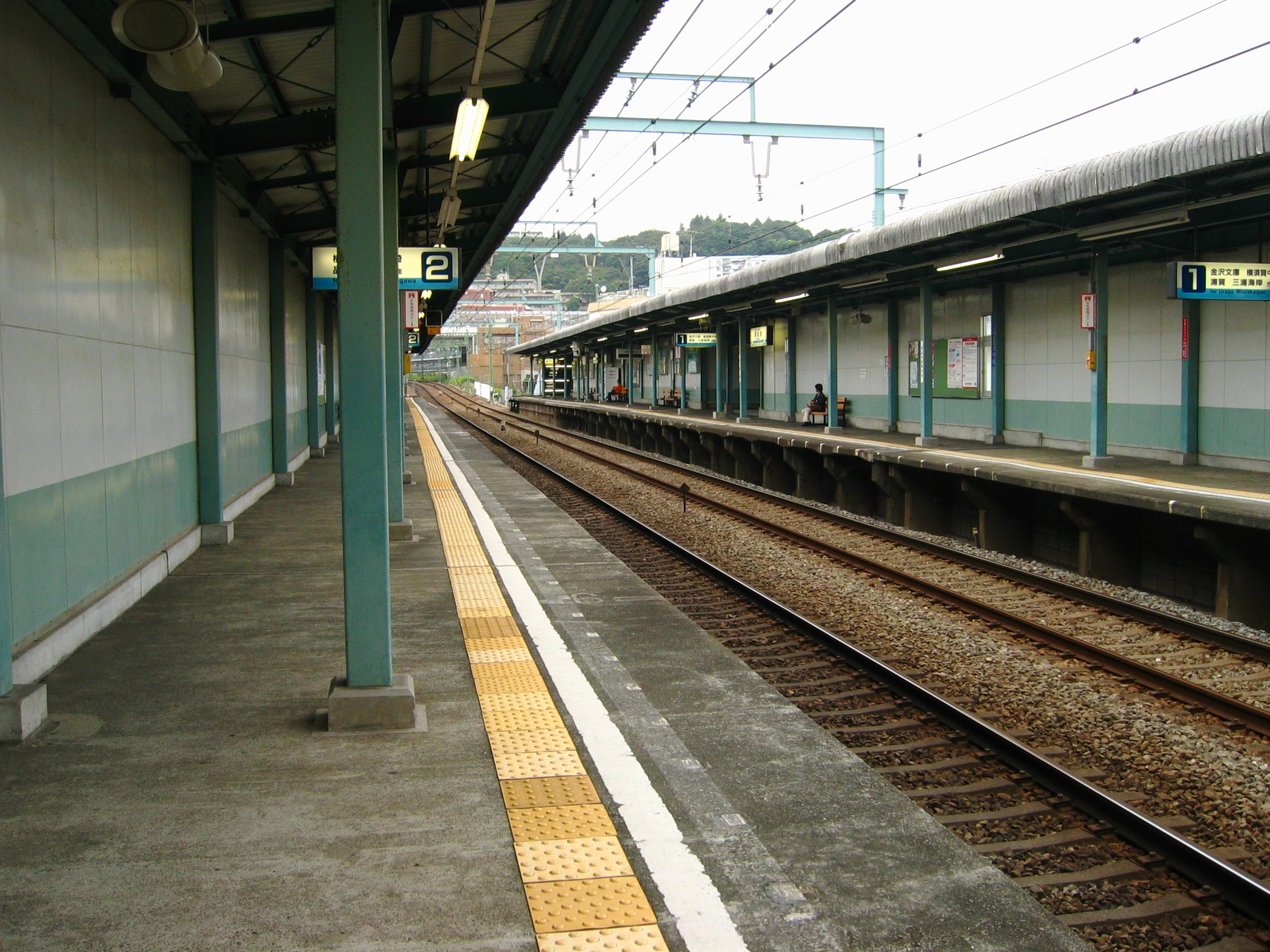
月台（2007年10月3日）

屏風浦站（日语：／ Byōbugaura eki */?）位於日本神奈川縣橫濱市磯子區森三丁目，是屬於京濱急行電鐵本線的鐵路車站。車站編號是KK45。

## 歷史
- 1930年（昭和5年）4月1日 - 湘南電氣鐵道黃金町 - 浦賀間開通，屏風浦站開業。當時沒有杉田站、京急富岡站、能見台站，下一站為金澤文庫站。
- 1941年（昭和16年）11月1日 - 京濱電氣鐵道合併湘南電氣鐵道，成為京濱電氣鐵道車站。
- 1942年（昭和17年）5月1日 - 京濱電氣鐵道併入東京急行電鐵（大東急），成為東京急行電鐵車站。
- 1948年（昭和23年）6月1日 - 京濱急行電鐵從東京急行電鐵脫離獨立，本站成為京濱急行電鐵車站。
- 1964年（昭和39年） - 站房改建。
- 1991年（平成3年） - 站房再次改建。

開業當時的站名寫為「屏風ヶ浦」，昭和20年代改成現在的「屏風浦」。原先站名曾計畫以所在地「森」命名，因北海道已有同名的森站因此不予採用。
屏風浦為當地舊村名，過去因附近有懸崖，從東京灣遠望宛如屏風而得名。
太平洋戰爭以前，屏風浦站往南被國家指定為「軍事要塞部」，戰時所有列車須停靠屏風浦，憲兵會確認乘客的「身分證明書」與「通行證」。若乘客無法提供則須下車。

## 車站結構
本站為高架車站，月台配置為側式月台，同時設置2條路軌，月台長度對應六輛編組。線路大略為西北－東南走向，站房位於線路東北側。
現在的站房是1991年所建的平房。本站作為直營站，站內設有自動售票機、自動驗票閘門、有人窗口等。
月台有部分採用藍色燈光以防止跳軌自殺。

### 月台配置
| 月台 | 路線 | 方向 | 目的地                                   |
| ---- | ---- | ---- | ---------------------------------------- |
| 1    | 本線 | 下行 | 金澤文庫、橫須賀中央、浦賀、三浦海岸方向 |
| 2    | 本線 | 上行 | 橫濱、京急川崎、品川、新橋方向           |

## 使用情況
2016年度1日平均上下車人次為17,713人，京急線全部72個車站當中排行第41位。
近年1日平均上下車人次與上車人次的推移如下表。
| 年度               | 1日平均 上下車人次 | 1日平均 上車人次 | 來源     |
| ------------------ | ------------------ | ---------------- | -------- |
| 1980年（昭和55年） |                    | 10,279           |          |
| 1981年（昭和56年） |                    | 10,471           |          |
| 1982年（昭和57年） |                    | 10,345           |          |
| 1983年（昭和58年） |                    | 10,492           |          |
| 1984年（昭和59年） |                    | 10,581           |          |
| 1985年（昭和60年） |                    | 10,619           |          |
| 1986年（昭和61年） |                    | 10,849           |          |
| 1987年（昭和62年） |                    | 10,956           |          |
| 1988年（昭和63年） |                    | 11,205           |          |
| 1989年（平成元年） |                    | 11,244           |          |
| 1990年（平成02年） |                    | 11,200           |          |
| 1991年（平成03年） |                    | 11,025           |          |
| 1992年（平成04年） |                    | 10,715           |          |
| 1993年（平成05年） |                    | 10,400           |          |
| 1994年（平成06年） |                    | 9,953            |          |
| 1995年（平成07年） |                    | 9,870            | [ * 1 ]  |
| 1996年（平成08年） |                    | 9,438            |          |
| 1997年（平成09年） |                    | 9,066            |          |
| 1998年（平成10年） |                    | 9,070            | [ * 2 ]  |
| 1999年（平成11年） |                    | 8,772            | [ * 3 ]  |
| 2000年（平成12年） | 18,307             | 8,960            | [ * 3 ]  |
| 2001年（平成13年） | 18,293             | 8,904            | [ * 4 ]  |
| 2002年（平成14年） | 18,140             | 8,834            | [ * 5 ]  |
| 2003年（平成15年） | 18,269             | 8,831            | [ * 6 ]  |
| 2004年（平成16年） | 18,060             | 8,742            | [ * 7 ]  |
| 2005年（平成17年） | 17,998             | 8,705            | [ * 8 ]  |
| 2006年（平成18年） | 18,301             | 8,867            | [ * 9 ]  |
| 2007年（平成19年） | 18,532             | 9,062            | [ * 10 ] |
| 2008年（平成20年） | 18,188             | 9,054            | [ * 11 ] |
| 2009年（平成21年） | 18,019             | 8,974            | [ * 12 ] |
| 2010年（平成22年） | 18,056             | 9,011            | [ * 13 ] |
| 2011年（平成23年） | 17,932             | 8,937            | [ * 14 ] |
| 2012年（平成24年） | 17,633             | 8,800            | [ * 15 ] |
| 2013年（平成25年） | 17,437             | 8,706            | [ * 16 ] |
| 2014年（平成26年） | 17,301             | 8,630            | [ * 17 ] |
| 2015年（平成27年） | 17,764             | 8,850            | [ * 18 ] |
| 2016年（平成28年） | 17,713             |                  |          |

## 車站周邊
JR根岸線磯子站位於本站東北方約1km，步行需15 - 20分左右。車站周邊多為住宅區。雖然車站所在地與周邊地名為森 (橫濱市)森 (横浜市)，但可見不少以「屏風浦」命名的設施。
- 磯子中央・腦神經外科醫院
- 屏風浦醫院
- 汐見台團地（日语：汐見台 (横浜市)）
  - 康心會汐見台醫院（日语：康心会汐見台病院）
- 環狀2號線（日语：環状2号線 (横浜市)）
- 磯子郵便局（日语：磯子郵便局）
- 橫濱中原郵便局
- 橫濱市交通局磯子營業所（日语：横浜市営バス磯子営業所）
- 橫濱市立屏風浦小學校（日语：横浜市立屏風浦小学校）
- 神奈川縣立磯子工業高等學校（日语：神奈川県立磯子工業高等学校）
- 京急store（日语：京急ストア）屏風浦店
- 樂雅樂家庭餐廳
- VIE DE FRANCE（日语：ヴィ・ド・フランス）
- 橫濱市立森中學校

### 巴士路線
最近的巴士站是「屏風浦站前」，可搭乘橫濱市營巴士、神奈川中央交通、橫濱京急巴士、江之電巴士橫濱。
- 東向（樂雅樂斜前方）
  - <63> 往造船所前（市營） ※僅平日早晨，往磯子車庫前的班次不停本站
  - <64、70、78> 往磯子站前（市營）
  - <64、港64> 往磯子站（神奈中）
  - 往磯子站（江之電）
  - <上5> 往杉田（京急） ※ 磯子車庫前、杉田方向為直行
  - <磯6> 往磯子站、往杉田（京急）
- 北向（京急store前）
  - <64> 經笹堀、上大岡站前往港南台站前（市營）
  - <64> 經笹堀往上大岡站（神奈中）
  - <港64> 經笹堀、上大岡站往港南台站（神奈中）
  - <70> 經汐見台三丁目往汐見台循環（市營）
  - <78> 經笹堀往根岸站前（市營）
  - <磯6> 經森丘往上大岡站（京急）
- 西方向（京急store前）
  - 經三井團地往洋光台站、往松之內（江之電）

## 相鄰車站
京濱急行電鐵
 本線
□早晨翼號、□京急翼號、■快特、■快特（金澤文庫站以南為特急）、■特急、■機場急行
通過
■普通
上大岡（KK44）－屏風浦（KK45）－杉田（KK46）

## 外部連結
- 屏風浦站（各站資訊） - 京濱急行電鐵